# Nicodamus peregrinus
Nicodamus peregrinus és una espècie d'aranyes araneomorfes de la família dels nicodàmids (Nicodamidae). Fou descrita per primera vegada l'any 1841 per C.A. Walckenaer.
Coneguda com a red and black spider ("aranya vermella i negra), és una aranya comuna a l'est i sud d'Austràlia. A diferència de la "redback spider" (Latrodectus hasselti), la coloració vermella brillant no sembla advertir de perill significatiu per als éssers humans. S'alimenta d'una varietat d'insectes petits. Han sigut observades a Queensland, Nova Gal·les del Sud, Victòria, Tasmània i Austràlia Meridional.
Normalment es pot trobar sota escorces, pedres o arbres caiguts, a prop del sòl. Les potes són vermelles i negre. El cefalotòrax és vermell, l'abdomen és negre o, de vegades, d'un blau fosc. Els palps són vermells i negre. La longitud de cos dels mascles és de 8 a 10 mm, i les femelles de 12 a 14 mm. El sac d'ous és de 10 a 20 mm de diàmetre i conté de 30 a 50 ous d'1 mm de diàmetre. El sac és de forma plano-convexa, de seda blanca i esponjosa, que col·loca en una part protegida com, per exemple, sota l'escorça.
Observacions d'aparellaments en captivitat mostren que habitualment el mascle acaba morint. Aquestes aranyes, mentre caminen, tendeixen a moure les seves potes davanteres enlaire; i els mascles toquen el terra amb els seus palps.
Aquesta aranya pertany a la família dels nicodàmids (Nicodamidae). Però havia estat incorporada dins dels terídids (Theridiidae), agelènids (Agelenidae) i zodàrids (Zodariidae). El 1841 fou descrita i anomenada per Charles Walckenaer Theridion peregrinum i posteriorment ha passat per diversos canvis de nom. El més recent, el 1995, en una revisió de la família Nicodamidae, Mark Harvey va reemplaçar el nom que tenia en aquell moment, Nicodamus bicolor, pel de Nicodamus peregrinus. La denominació original de peregrinum per part de Walckenaer fa referència al seu comportament errant.